# Borago morisiana
Borago morisiana, jedna od pet priznatih vrsta iz roda Oštrolista (Borago), porodica Boraginaceae. Raste samo na talijanskom otoku Sardinija. Prvi puta opisao ju je talijanski botaničar Giuseppe Giacinto Moris (Joseph Hyacinthe) pod imenom Buglossoides laxiflora var. parviflora, a tek su je 1992 M. Bigazzi i C. Ricceri smjestili u rod Borago.

## Sinonimi
- Borago laxiflora var. micranthos Guss.
- Buglossoides laxiflora var. parviflora Moris